# Ян Тарновський
Ян з Тарнова, або Ян Тарновський (пол. Jan z Tarnowa; 1367, Тарнів — 17 серпня 1433, там само) — польський шляхтич гербу Леліва, релігійний та державний діяч Королівства Ягайлонів.

## Життєпис
Батьки: Ян з Тарнова і Катажина (Катерина), походження котрої невідоме.
Був власником Тарнова і Вєловсі. Декан краківський (латинського обряду) у 1398—1408 роках Став краківським воєводою в 1409/1410 році. Наступного року брав участь в Грюнвальдській битві. Разом з ним у битві брав участь його брат Спитек І з Ярослава. 
У шлюбі з Ельжбетою Штернберк мав 6 дітей, в тому числі 5 синів:
- Ян Амор Майор Тарновський
- Ян Гратус Тарновський
- Ян Фелікс Тарновський
- Ян Амор Юніор Тарновський
- Ян Рафал Нєустонп — канонік краківський, ленчицький і перемиський. Помер близько 1480 року.